# Eerste Veterinaire Bloedbank Nederland
De Eerste Veterinaire Bloedbank Nederland (EVBN) is gevestigd te Nijverdal in Nederland en houdt zich bezig met het afnemen, bewerken en distribueren van bloed van honden en katten. Ze is in 2003 opgezet door de  dierenartsen Rob Gerritsen en Cris van der Meiden. De bloedbank voorziet dierenartsen uit Nederland en België van het bloed dat zij nodig hebben voor het geven van bloedtransfusies aan zieke dieren.

## Honden
Voor bloedafname maakt de EVBN voornamelijk gebruik van grote tot middelgrote, rustige honden. Bijvoorbeeld rassen als: Newfoundlander, Labrador, Golden retriever, Ierse Wolfshond, Herdershond, Bouvier, Rottweiler en dergelijke, maar ook kruisingen zijn geschikt als donor. De eisen aan een donor zijn:
- Minimaal 25 kg wegen
- Tussen de 1 en 10 jaar oud zijn
- Jaarlijks gevaccineerd en ontwormd worden

Voor elke afname krijgt de hond een lichamelijk onderzoek, alleen gezonde honden mogen bloed doneren. De donor mag uiteraard geen last krijgen van een afname, en de ontvanger moet niet ziek(er) worden van het bloed dat hij krijgt.
Gezonde honden ondervinden geen hinder van de afname en vullen zelf binnen enkele dagen het afgetapte bloed weer aan. De donoren worden 4 tot 6 maal per jaar opgeroepen en staan per keer ongeveer 450 ml bloed af.